# Curières
Curières je priimek več oseb:
- Jean-François-Marie-Joseph-Béranger de Curières de Castelnau, francoski general
- Noël-Marie-Joseph-Edouard de Curières de Castelnau, francoski general